# Yanick van Osch
Yanick van Osch ('s-Hertogenbosch, 24 maart 1997) is een Nederlands voetballer die speelt als keeper. Hij verruilde in 2024 SC Cambuur voor RKC Waalwijk.

## Carrière

### Jong PSV
Van Osch werd in 2005 opgenomen in de F-jeugd van PSV. Hier doorliep hij vervolgens alle jeugdelftallen. Van Osch maakte op 2 oktober 2015 zijn debuut in het betaald voetbal. Hij speelde die dag met Jong PSV 1–1 tijdens een wedstrijd in de Eerste divisie thuis tegen Achilles '29. Coach Phillip Cocu hevelde Van Osch in september 2017 definitief over naar de selectie van het eerste elftal van PSV. Twee maanden later tekende hij bij tot medio 2020.

### Fortuna Sittard
Op 12 mei 2020 kwam naar buiten dat Van Osch PSV na 15 jaar zou verlaten voor een avontuur bij Fortuna Sittard. Hij tekende daar een tweejarig contract. Hij was twee jaar lang eerste keeper voor de club. In het seizoen 2022/23 werd hij gepasseerd door Ivor Pandur.

### SC Cambuur
Medio 2023 stapte hij over naar SC Cambuur, dat uitkwam in de Eerste divisie. Ook hier was hij eerste keeper.

### RKC Waalwijk
Na een jaar verkaste Van Osch terug naar de Eredivisie, bij RKC Waalwijk. In eerste instantie passeerde hij Jeroen Houwen voor de positie van eerste keeper, maar raakte toen geblesseerd.

## Clubstatistieken
| Seizoen     | Club            | Competitie     | Competitie | Competitie | Beker | Beker | Internationaal | Internationaal | Totaal | Totaal |
| Seizoen     | Club            | Competitie     | Wed.       | Dlp.       | Wed.  | Dlp.  | Wed.           | Dlp.           | Wed.   | Dlp.   |
| ----------- | --------------- | -------------- | ---------- | ---------- | ----- | ----- | -------------- | -------------- | ------ | ------ |
| 2015/16     | Jong PSV        | Eerste divisie | 5          | 0          | 0     | 0     | —              | —              | 5      | 0      |
| 2016/17     | Jong PSV        | Eerste divisie | 10         | 0          | 0     | 0     | —              | —              | 10     | 0      |
| 2017/18     | Jong PSV        | Eerste divisie | 17         | 0          | 0     | 0     | —              | —              | 17     | 0      |
| 2018/19     | Jong PSV        | Eerste divisie | 15         | 0          | 0     | 0     | —              | —              | 15     | 0      |
| 2019/20     | Jong PSV        | Eerste divisie | 3          | 0          | 0     | 0     | —              | —              | 3      | 0      |
| 2020/21     | Fortuna Sittard | Eredivisie     | 26         | 0          | 1     | 0     | —              | —              | 27     | 0      |
| 2021/22     | Fortuna Sittard | Eredivisie     | 32         | 0          | 2     | 0     | —              | —              | 34     | 0      |
| 2022/23     | Fortuna Sittard | Eredivisie     | 3          | 0          | 1     | 0     | —              | —              | 4      | 0      |
| 2023/24     | SC Cambuur      | Eerste divisie | 36         | 0          | 5     | 0     | —              | —              | 41     | 0      |
| 2024/25     | RKC Waalwijk    | Eredivisie     | 3          | 0          | 1     | 0     | —              | —              | 4      | 0      |
| Club totaal | Club totaal     | Club totaal    | 150        | 0          | 10    | 0     | 0              | 0              | 160    | 0      |

Bijgewerkt op 13 maart 2025.

## Interlandcarrière
Van Osch maakte deel uit van Nederland –16, –17, –18, –19 en –20. Met Nederland onder 17 verloor hij de finale van het Europees kampioenschap onder 17 – 2014. Hij nam met Nederland –19 deel aan zowel het EK –19 van 2015 als het EK –19 van 2016. Van Osch debuteerde op 27 maart 2017 in Nederland –21, in een met 0–1 verloren oefenwedstrijd tegen Oostenrijk –21.